# Neomysis monticellii
Neomysis monticellii är en kräftdjursart som beskrevs av Colosi 1924. Neomysis monticellii ingår i släktet Neomysis och familjen Mysidae. Inga underarter finns listade i Catalogue of Life.